# Animula
Animula é um gênero de mariposa pertencente à família Acrolophidae.